# شاهنامه آل عثمان

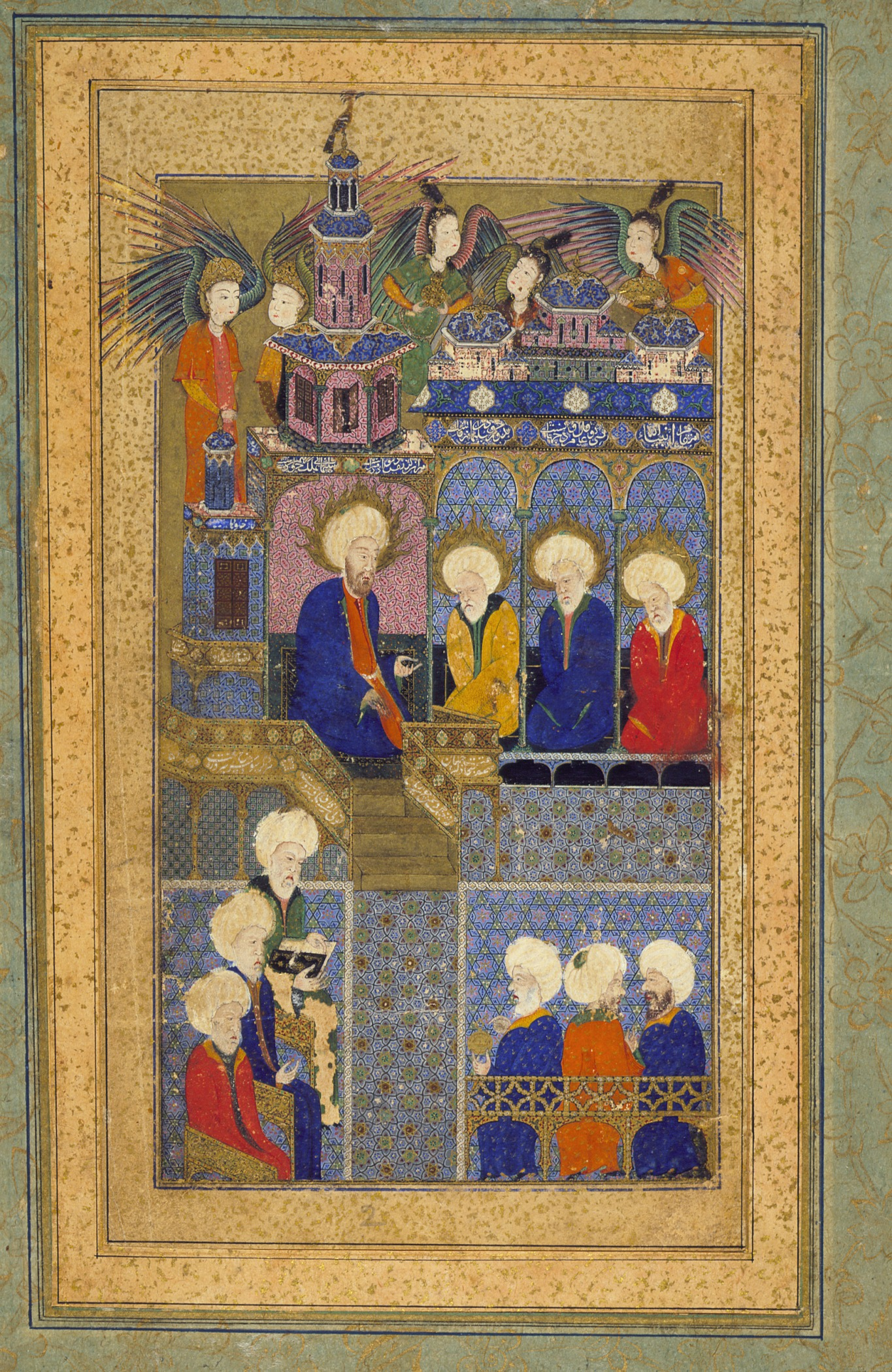
سلیمان یکم بر قامت سلیمان؛ در برگی از شاهنامهٔ آل عثمان

شاهنامه آل عثمان منظومهٔ فارسی پنج جلدی سرودهٔ فتح‌الله عارف از شاعران دربار سلطان سلیمان یکم است که شرح تاریخ جهان و خاندان عثمانی است. از این پنج سه جلد آن باقی مانده‌است. سبک شعری و صوری همان که از عنوان مجموعه مشخص است؛ تأثیر گرفته و شبیه به شاهنامهٔ فردوسی است. پنج خوش نویس از شیراز هرات و شروان این مجموعه را به خط نستعلیق نگاشته‌اند.
- جلد اول، انبیانامه نام دارد که با داستان آدم و حوا آغاز شده و پس از آن داستان‌هایی از شخصیت‌ها و پیامبران عهد عتیق و همچنین داستان کیومرث ضحاک و جمشید از شاهنامه نیز در ادامهٔ آن گنجانده شده‌است؛ کتاب با معراج محمد پایان می‌یابد. این کتاب ۱۰ نقاشی و ۴۸ صفحه است.
- جلد دوم و سوم، امروزه در دسترس نیست ولی احتمال می‌رود تاریخ اسلام شرح سلسله‌های ترک (مثلا سلجوقیان) باشد.
- جلد چهارم که ناقص است عثمان نامه نام دارد و شرح سرنوشت خاندان عثمانی است و در تاریخ ۱۴۰۲ میلادی نمام می‌شود. این کتاب حدود یک قرن از تاریخ عثمانیان را شامل می‌شود و ۲۰۵ صفحه و ۳۴ نقاشی دارد. ۴
- جلد پنجم که طولانی‌ترین با حدود ۶۰ هزار بیت و نفیس‌ترین کتاب مجموعه است سلیمان نامه نام دارد شامل ۶۱۷ صفحه، ۶۹ نقاشی که چهارتای آن در دو صفحه کشیده شده‌اند.